# Erythronium citrinum
Erythronium citrinum ist eine Pflanzenart aus der Gattung der Zahnlilien (Erythronium).

## Merkmale
Die Zwiebeln sind 40 bis 50 Millimeter groß, schlank und bilden manchmal ungestielte Ableger. Die Blätter sind 9 bis 15 Zentimeter lang. Die Blattspreite ist lanzettlich bis fast eiförmig und mit unregelmäßigen braunen und weißen Streifen gefleckt. Der Blattrand ist mehr oder weniger stark gewellt. Der Schaft ist 12 bis 35 Zentimeter lang. Der Blütenstand ist ein- bis dreiblütig.
Die Blütenblätter sind 25 bis 45 Millimeter lang und lanzettlich bis fast elliptisch. Sie sind mehr oder weniger weiß gefärbt, oft blassrosa und an ihrer Basis schwach gelb. Die inneren Blütenblätter können an der Basis geöhrt oder nicht geöhrt sein. Die Staubblätter sind 11 bis 17 Millimeter lang. Die Staubfäden sind weniger als 0,8 Millimeter breit, linealisch, schlank und weiß oder blassrosa. Die Staubbeutel sind weiß, cremefarben, rosa, rötlich oder bräunlich rot. Die Griffel sind 6 bis 10 Millimeter lang, weiß oder rosa und aufrecht. Die Narbe ist ungelappt oder besitzt Lappen, die kürzer als 1 Millimeter sind. Die Kapseln sind 2 bis 5 Zentimeter lang und verkehrt-eiförmig.
Die Blütezeit liegt im Frühling, von März bis Mai.
Die Chromosomenzahl beträgt 2n = 24.

## Vorkommen
Erythronium citrinum kommt in Kalifornien und Oregon vor. Die Art wächst in trockenen Wäldern und gebüschreichen Hängen meist auf Serpentin in Höhenlagen von 100 bis 1300, selten bis 1800 Meter.

## Belege
- Erythronium citrinum in der Flora of North America (Zugriff am 13. November 2010)